# Артсен, Стефан
Стефан Ремко Артсен (нидерл. Stefan Remco Aartsen; род. 13 марта 1975, Гравензанде, Южная Голландия) — голландский пловец, участник двух летних Олимпийских игр, чемпион Европы 1999 года в комбинированной эстафете.

## Спортивная биография
В 1996 году Стефан Артсен дебютировал на летних Олимпийских играх в Атланте. На дистанции 100 метров баттерфляем Артсен показал результат 54,62 с и занял итоговое 23-е место. На дистанции вдвое длиннее голландский пловец смог пробиться в финал B, где пришёл к финишу пятым и занял итоговое 13-е место. В комбинированной эстафете голландская сборная не смогла пробиться в финал, заняв 10-е место по итогам предварительного раунда.
В 1998 году Артсен принял участие в чемпионате мира. И на дистанции 100 метров баттерфляем, и на 200-метровке голландский спортсмен смог пробиться только в финал B, где оба раза Стефан приплывал к финишу вторым, занимая итоговое 10-е место. В том же году в декабре Артсен впервые стал чемпионом Европы, победив в составе голландской сборной в эстафете 4×50 метров вольным стилем на континентальном первенстве на короткой воде. В 1999 году Артсен стал чемпионом Европы уже в 50-метровом бассейне, одержав победу в комбинированной эстафете.
На летних Олимпийских играх 2000 года в Сиднее Артсен выступил в двух дисциплинах. На обеих дистанциях голландец смог пробиться в полуфинал, но дальше пройти ему не удалось. На 100-метровке баттерфляем он занял итоговое 16-е место, а на 200-метровке 14-е.
В 2005 году Артсен завершил свою спортивную карьеру.